# Arezoo Ardekani
Arezoo M. Ardekani (Isfahán, siglo XX) es una física iraní-estadounidense que se desempeña como profesora en la Universidad Purdue. Su investigación se centra en el flujo de fluidos complejos. Fue elegida miembro de la Sociedad Estadounidense de Ingenieros Mecánicos en 2020 y miembro de la Sociedad Estadounidense de Física en 2022.

## Biografía

### Primeros años
Nació en Isfahán y cuando era niña le recomendaron encarecidamente que se convirtiera en científica. Se mudó a Teherán para realizar sus estudios universitarios, donde obtuvo una licenciatura en la Universidad Tecnológica de Sharif. Posteriormente se mudó a la Universidad de California en Irvine, para realizar investigaciones de posgrado, donde trabajó en interacciones de partículas. Fue becaria postdoctoral de Shapiro en el Instituto de Tecnología de Massachusetts, donde trabajó con Gareth H. McKinley en la formación de perlas en chorros viscoelásticos.

### Carrera
Comenzó su carrera independiente en la Universidad de Notre Dame en 2011. Se mudó a la Universidad de Indiana-Universidad Purdue de Indianápolis en 2014, donde dirige el Laboratorio de Flujo Complejo. Investiga fluidos complejos y transporte de partículas. Combina análisis teóricos con simulaciones computacionales para comprender el flujo de fluidos.
Estudió los microbios que se acumulan en los derrames de petróleo. Identificó que los microbios se mueven inicialmente debido a la quimiotaxis (son atraídos por el rastro químico de una fuente de alimento), pero posteriormente se mueven debido a la formación de un fenómeno hidrodinámico. Demostró que los microbios están involucrados en la remediación ambiental.

## Premios y honores
- Beca Amelia Earhart (2007)[3]
- Premio CARRERA de la Fundación Nacional de Ciencias (2012)[7]
- Premio presidencial de carrera temprana para científicos e ingenieros (2016)[8]
- Medalla al joven investigador de la Sociedad de Ciencias de la Ingeniería (2020)
- Miembro electo de la Sociedad Estadounidense de Ingenieros Mecánicos (2020)[9]
- Premio Arthur B. Metzner a la carrera temprana de la Sociedad de Reología (2020)[10]
- Becario de la facultad de la Universidad Purdue (2020)[11]
- Miembro electo de la Sociedad Estadounidense de Física (2022)[12]